# Список опер Антонио Сальери
Это список опер, написанных австрийским композитором Антонио Сальери (1750—1825).

## Список
| Название                                                                                             | Жанр                                                          | Деление            | Либретто                                                                             | Дата премьеры                                     | Место постановки                                     |
| --- | ------------------------------------------------------------- | ------------------ | ------------------------------------------------------------------------------------ | ------------------------------------------------- | ---------------------------------------------------- |
| Весталка (La Vestale)                                                                                | музыкальная драма                                             | 3 акта             | Неизвестен                                                                           | Учебная опера, написанная для Гассмана            | Вена                                                 |
| Учёные женщины (Le donne letterate)                                                                  | опера-буффа                                                   | 3 акта             | Джованни Боккерини                                                                   | Карнавал 1770                                     | Вена, Бургтеатр (или Кернтнертор-театр)              |
| Невинная любовь (L’amore innocente)                                                                  | пастораль                                                     | 2 акта             | Джованни Боккерини                                                                   | 1770                                              | Вена, Бургтеатр (или Картнертортеатр)                |
| Don Chisciotte alle nozze di Gamace                                                                  | дивертисмент                                                  | 2 акта             | Джованни Боккерини, по Мигелю де Сервантесу                                          | Карнавал 1771                                     | Вена, Бургтеатр (или Кернтнертор-театр)              |
| Мода, или Домашний переполох (La moda, ossia scompigli domestici)                                    |                                                               | 2 акта             | Пьетро Чипретти                                                                      | 1771                                              | Вена                                                 |
| Армида (Armida)                                                                                      | опера-сериа                                                   | 3 акта             | Марко Кольтеллини, по поэме Торквато Тассо «Освобождённый Иерусалим»                 | 2 июня 1771                                       | Вена, Бургтеатр (или Кернтнертор-театр)              |
| Венецианская ярмарка (La fiera di Venezia)                                                           | опера-буффа                                                   | 3 акта             | Джованни Боккерини                                                                   | 29 января 1772                                    | Вена, Бургтеатр (или Кернтнертор-театр)              |
| Il barone di Rocca antica                                                                            | опера-буффа                                                   | 2 акта             | Джузеппе Петроселлини                                                                | 12 мая 1772                                       | Вена, Бургтеатр (или Кернтнертор-театр)              |
| Похищенная бадья (La secchia rapita)                                                                 | героико-комическая опера                                      | 3 акта             | Джованни Боккерини, по Алессандро Тассони                                            | 21 октября 1772                                   | Вена, Кернтнертор-театр                              |
| Трактирщица (La locandiera)                                                                          | опера-буффа                                                   | 3 акта             | Доменико Поджи, по комедии Карло Гольдони «Хозяйка гостиницы»                        | 8 июня 1773                                       | Вена, Кернтнертор-театр                              |
| La calamita de' cuori                                                                                | опера-буффа                                                   | 3 акта             | Карло Гольдони                                                                       | 11 октября 1774                                   | Вена, Картнертортеатр                                |
| La finta scema                                                                                       | опера-буффа                                                   | 2 акта             | Джованни де Гамерра                                                                  | 9 сентября 1775                                   | Вена, Бургтеатр                                      |
| Daliso e Delmita                                                                                     | пастораль                                                     | 3 акта             | Джованни де Гамерра                                                                  | 29 июля 1776                                      | Вена, Бургтеатр                                      |
| Признанная Европа (Europa riconosciuta)                                                              | опера-сериа                                                   | 2 акта             | Маттиа Верацци                                                                       | 3 августа 1778                                    | Милан, Ла Скала                                      |
| Школа ревности (La scuola de' gelosi)                                                                | опера-буффа                                                   | 2 акта             | Катерино Маццола                                                                     | Карнавал 1779                                     | Венеция, San Moisè                                   |
| Неожиданный отъезд (La partenza inaspettate)                                                         | интермеццо                                                    | 2 parts            | Джузеппе Петроселлини                                                                | Карнавал 1779                                     | Рим, Театр «Валли»                                   |
| Талисман (Il talismano); (акты 2 и 3 — Джакомо Руст)                                                 | опера-буффа                                                   | 3 акта             | Карло Гольдони; обработка Лоренцо да Понте                                           | 21 августа 1779, Новая редакция: 10 сентября 1788 | Милан, Teatro Cannobiana; обработка: Вена, Бургтеатр |
| Дама-пастушка (La dama pastorella)                                                                   | интермеццо                                                    | 2 акта             | Джузеппе Петроселлини                                                                | 1780                                              | Рим, Театр «Валли»                                   |
| Трубочист (Der Rauchfangkehrer, oder Die unentbehrlichen Verräther ihrer Herrschaften aus Eigennutz) | musikalisches Lustspiel (имеет черты зингшпиля и оперы-буффа) | 3 акта             | Леопольд фон Ауенбруггер                                                             | 30 апреля 1781                                    | Вена, Бургтеатр                                      |
| Семирамида (Semiramide)                                                                              | опера-сериа                                                   | 3 акта             | Пьетро Метастазио                                                                    | Карнавал 1782                                     | Мюнхен, Residenz                                     |
| Данаиды (Les Danaïdes)                                                                               | лирическая трагедия                                           | 5 актов            | Мариус Франсуа Дю Рулле и Louis Théodore Baron de Tschudi, по Раньери де Кальцабиджи | 26 апреля 1784                                    | Париж, Королевская академия музыки                   |
| Богач на день (Il ricco d’un giorno)                                                                 | опера-буффа                                                   | 3 акта             | Лоренцо да Понте                                                                     | 6 декабря 1784                                    | Вена, Бургтеатр                                      |
| Пещера Трофонио (La grotta di Trofonio)                                                              | опера-буффа                                                   | 2 акта             | Джамбаттиста Касти                                                                   | 12 октября 1785                                   | Вена, Бургтеатр                                      |
| Сначала музыка, а потом слова (Prima la musica e poi le parole)                                      | опера-буффа                                                   | 1 акт              | Джамбаттиста Касти                                                                   | 7 февраля 1786                                    | Вена, оранжерея Шёнбруннского дворца                 |
| Горации (Les Horaces)                                                                                | лирическая трагедия                                           | 3 акта             | Николя-Франсуа Гийар, по трагедии Пьеру Корнеля «Гораций»                            | 2 декабря 1786                                    | Версаль                                              |
| Тарар (Tarare)                                                                                       | опера                                                         | 5 актов с прологом | Пьер Бомарше                                                                         | 8 июня 1787                                       | Париж, Королевская академия музыки                   |
| Аксур, царь Ормуза (Axur, re d’Ormus)                                                                | опера-семисериа                                               | 5 актов            | Лоренцо да Понте, по Пьеру Бомарше Tarare                                            | 8 января 1788                                     | Вена, Бургтеатр                                      |
| Хубилай, великий хан татарский (Cublai gran kan de' Tartari)                                         | героико-комическая опера                                      | 2 акта             | Джамбаттиста Касти                                                                   | сочинена в 1788, 1998                             | Вюрцбург, Mainfrankentheater                         |
| Il pastor fido                                                                                       | опера-семисериа                                               | 4 акта             | Лоренцо да Понте, по Батиста Гуарини                                                 | 11 февраля 1789                                   | Вена, Бургтеатр                                      |
| Цифра (La cifra)                                                                                     | опера-буффа                                                   | 2 акта             | Лоренцо да Понте, по Джузеппе Петроселлини, La dama pastorella                       | 11 декабря 1789                                   | Вена, Бургтеатр                                      |
| Катилина (Catilina)                                                                                  |                                                               | 2 акта             | Джамбаттиста Касти                                                                   | сочинена в 1792, 1994                             | Дармштадт, Hessisches Staatstheater                  |
| Мир наизнанку (Il mondo alla rovescia)                                                               | опера-буффа                                                   | 2 акта             | Катерино Маццола, по L’isola capricciosa                                             | 13 января 1795                                    | Вена, Бургтеатр                                      |
| Гераклит и Демокрит (Eraclito e Democrito)                                                           | опера-буффа                                                   | 2 акта             | Джованни де Гамерра                                                                  | 13 августа 1795                                   | Вена, Бургтеатр                                      |
| Пальмира, царица персидская (Palmira, regina di Persia)                                              | героико-комическая опера                                      | 2 акта             | Джованни де Гамерра, по философской повести Вольтера «Принцесса Вавилонская»         | 14 октября 1795                                   | Вена, Бургтеатр                                      |
| Мавр (Il moro)                                                                                       | опера-буффа                                                   | 2 акта             | Джованни де Гамерра                                                                  | 7 августа 1796                                    | Вена, Бургтеатр                                      |
| Три философа (I tre filosofi)                                                                        |                                                               | 2 акта             | Джованни де Гамерра                                                                  | сочинена в 1797, не исполнялась                   |                                                      |
| Фальстаф, или Три шутки (Falstaff, ossia Le tre burle)                                               | опера-буффа                                                   | 2 акта             | Карло Дефранчески, по комедии Уильяма Шекспира, «Виндзорские насмешницы»             | 3 января 1799                                     | Вена, Картнертортеатр                                |
| Цезарь на Фармакузе (Cesare in Farmacusa)                                                            | героико-комическая опера                                      | 2 акта             | Карло Дефранчески                                                                    | 2 июня 1800                                       | Вена, Картнертортеатр                                |
| Анджиолина, или Супружество при условии тишины (L’Angiolina ossia Il matrimonio per Susurro)         | опера-буффа                                                   | 2 акта             | Карло Дефранчески, по пьесе Бена Джонсона «Эписин, или Молчаливая женщина»           | 22 октября 1800                                   | Вена, Кернтнертор-театр                              |
| Ганнибал в Капуе (Annibale in Capua)                                                                 | опера-сериа                                                   | 3 акта             | Антонио Сографи                                                                      | April 1801                                        | Триест, Teatro Nuovo                                 |
| Прекрасная дикарка (La bella selvaggia)                                                              | опера-буффа                                                   | 2 акта             | Джованни Бертати                                                                     | сочинена в 1802, не исполнялась                   |                                                      |
| Негры (Die Neger)                                                                                    | зингшпиль                                                     | 2 акта             | Георг Фридрих Трейчке                                                                | 10 ноября 1804                                    | Вена, Театр ан дер Вин                               |